# Philippe Granarolo
Philippe Granarolo, né le 23 novembre 1954 à Riez, dans les Alpes-de-Haute-Provence, est un acteur français. Il est principalement connu du grand public pour avoir interprété le personnage du Dr Bruno Livia dans le feuilleton Plus belle la vie de 2005 à 2006, ainsi qu'en 2020 et 2022.

## Biographie
Philippe Granarolo fait ses études d'art dramatique au conservatoire de Dijon (classe d'André Héraut), puis au conservatoire de Marseille (classe d'Irène Lamberton). Principalement comédien de théâtre, il a également joué dans plusieurs séries télévisées et téléfilms.
Depuis quelques années, il concentre son activité professionnelle essentiellement à la mise en scène et à l'enseignement du théâtre.
En novembre 2020, après quatorze ans d'absence, il fait son retour dans Plus belle la vie. Il revient une dernière fois en septembre 2022 à l'occasion de l'arrêt de la série, pour une dernière arche.

## Vie privée
Avec sa compagne Caroline Giacalone, avec qui il cofonde la Compagnie Bleu Marine Spectacle, il a une fille née en 1986, Lou Granarolo, également comédienne. En 2022, Lou joue brièvement dans Plus belle la vie, comme son père.

## Filmographie

### Courts-métrages
- 2019 : Tagada ! de Matthieu Wassik[3]
- 2017 : Ne vois-tu rien venir ? de Nicolas Suzanne : André Forcal[4]

### Séries télévisées
- 2018 : Alex Hugo, épisode Mémoire morte de Thierry Petit (France 2) : médecin hôpital
- 2016 : Alex Hugo, épisode Soleil noir de Pierre Isoard (France 2) : médecin hôpital
- 2016 : Petits secrets en famille, épisode Famille Delaude (TF1) : Jacques Delaude
- 2009 - 2011 : C'est pas joli joli de Benoit Ferrier (4 épisodes)[5] : Steve Willis
- 2008 : Pas de secrets entre nous
- 2007 : Le Tuteur de Jean Sagols (France 2) : juge d'instruction
- 2006 : Fabien Cosma  de Bruno Garcia (France 3) : Dr Fontanier
- 2005 - 2006, 2020 et 2022 : Plus belle la vie (France 3), saisons 1, 3, 17, 19 : Dr Bruno Livia (88 épisodes)
- 1997 : Juge et partie de Jacques Malaterre
- 1995 : L'avocate de Michel Wyms
- 1993 : Le Château des oliviers de Nicolas Gesner
- 1993 : Commissaire Rocca de Paul Planchon
- 1979 : Cinéma 16 : copain de Jimmy

### Télévision
- 2011 : Commissaire Laviolette, Le Tombeau d'Hélios de Bruno Gantillon : Armoise
- 2010 : La grève des femmes de Stéphane Kapès : directeur de l'agence
- 2007 : Le maître qui laissait les enfants rêver de Daniel Losset : facteur de Bar
- 1998 :  Nos jolies colonies de vacances  de Stéphane Kurck
- 1996 : Un drôle de cadeau de Daniel Losset
- 1991 : Fou de foot de Dominique Baron
- 1981 : Le 28 mars, 20 heures...
- 1981 : Les rescapés de la nuit de Roger Andrieux
- 1978 : Le dernier mélodrame de Georges Franju

### Cinéma
- 1974  Le cri du cœur de Claude Lallemand

## Théâtre
Cofonde la Cie Bleu Marine Spectacle avec Caroline Giacalone; ensemble ils mettent en scène et interprètent de 1990 à 2005 :
- Quai Ouest - Koltès - collaborent à la M.e.sc. de Laurent Vercelletto - (2004)
- La vie d'artiste - Giacalone & Granarolo - (2003)
- Tartuffe - Molière - (2002)
- Le tumulte de la houle - Giacalone-Granarolo-Vinciguerra - (2001)
- Ulysse d'après "Naissance de l'odyssée" de Jean Giono - (2000)
- L'histoire en chantier - Bernard Milluy - (1997)
- L'aberration des étoiles fixes - Manlio Santanelli - (1994)
- L'Eclipse d’Émile  - Raymond Vinciguerra - (1992)
- Le moine Mathew Gregory Lewis/Antonin Artaud - (1991)
- Participe à l'aventure des compagnies L'Attroupement, L'Attroupement 2 et Le Grand Nuage de Magellan de 1977 à 1993 :
- L’Étourdi - Molière - M.e.sc. Dominique Lardenois - (1993)
- La Levée - D. Guénoun - M.e.sc. Denis Guénoun - (1989)
- Le chariot de terre cuite - Claude Roy - M.e.sc. Patrick Le Mauff - (1988)
- Pirandello (Les cédrats de Sicile - L'homme à la fleur à la bouche) - M.e.sc. Laurent Vercelletto - (1987)
- Le Printemps - D. Guénoun -  M.e.sc. Denis Guénoun - (1985)
- La résistible d'Arturo UI - Brecht - M.e.sc. Patrick Le Mauff - (1986)
- La Tempête - Shakespeare - M.e.sc. Patrick Le Mauff - (1984)
- La bataille d'Hernani - M.e.sc. Denis Guénoun - (1978)
- La Chanson de Roland - Chanson de geste - M.e.sc. Denis Guénoun - (1978)
- Agamemnon - Eschyle - M.e.sc. Denis Guénoun - (1977)
- Joue également dans...
- La Tempête Shakespeare - M.e.sc. Dominique Lardenois - (2017)
- L'éventail - Goldoni (1988) et La nuit des Rois (1990)- Shakespeare - M.e.sc. Jacques Mornas
- Les Généreux - Abelkader Alloula (1989) et Les Grenouilles - Aristophane (1999) - M.e.sc. Élisabeth Marie
- Tragédie dans les classes moyennes - Élisabeth Marie - M.e.sc. Bernard Bloch T- (1985)
- Les fous d'artifices - Clowns - M.e.sc. François Palanque - (1983)

## Théâtre musical
- Le cauchemar d'Innsmouth de Lovecraft - (1979)
- Nous irons tous a Capella - M.e.sc. Bernard Bloch & Élisabeth Marie - Musique Ismaïl Safwan - (1980/1981)
- SURBOUM - La Chiffonie - (1983)
- La nuit des jouets - La Chiffonie - (1985)
- Histoire du Revest ou Patience - Philippe Vincenot & Philipe Granarolo - (1986)